# Bad (singel Davida Guetty i Showtek)
Bad – singel francuskiego DJ-a i producenta muzycznego Davida Guetty oraz holenderskiego duetu Showtek, pochodzący z edycji deluxe albumu Listen. Wydany został 17 marca 2014 roku. Gościnnie w utworze wystąpiła australijska piosenkarka Vassy, której wokal został zmodyfikowany przy zastosowaniu technologii Auto-tune.

## Lista utworów i formaty singla
Opracowano na podstawie materiału źródłowego.
- Digital download – edycja radiowa

1. „Bad” (gościnnie: Vassy) – 2:50

- Digital download – edycja podstawowa

1. „Bad” (gościnnie: Vassy) – 4:30

## Twórcy
Opracowano na podstawie materiału źródłowego.
- David Guetta – producent, autor tekstu, kompozytor
- Giorgio Tuinfort – autor tekstu, kompozytor
- Showtek (Sjoerd Janssen, Wouter Janssen) – produkcja, autorzy tekstu, kompozycja
- Sultan & Ned Shepard (Ossama Al Sarraf, Ned Shepard) – produkcja, autorzy tekstu, kompozycja
- Manuel Reuter – producent, autor tekstu, kompozytor
- Vassy – wokal prowadzący, autorka tekstu, kompozytorka
- Nicholas Turpin – autor tekstu, kompozytor

## Pozycje na listach i certyfikaty
| Australia               | Top 50 Singles               | 5  |
| Austria                 | Singles Top 75               | 15 |
| Belgia (Flandria)       | Singles Top 50               | 9  |
| Belgia (Walonia)        | Ultratop 50                  | 6  |
| Bułgaria                | Singles Top 40               | 20 |
| Czechy                  | Rádio Top 100                | 47 |
| Czechy                  | Singles Digitál Top 100      | 2  |
| Dania                   | Singles Top 40               | 12 |
| Finlandia               | Singles Top 20               | 1  |
| Francja                 | Singles Top 100              | 6  |
| Hiszpania               | Singles Top 50               | 42 |
| Holandia                | Dutch Top 40                 | 13 |
| Holandia                | Single Top 100               | 13 |
| Irlandia                | Singles Top 100              | 33 |
| Kanada                  | Singles Top 100              | 73 |
| Kolumbia                | Top 10 Música Nacional Radio | 24 |
| Niemcy                  | Top 100 Singles              | 19 |
| Norwegia                | Singles Top 20               | 1  |
| Nowa Zelandia           | New Zealand Top 40           | 25 |
| Portugalia              | Singles Top 50               | 19 |
| Szkocja                 | Singles Top 100              | 8  |
| Słowacja                | Rádio Top 100                | 42 |
| Słowacja                | Singles Digitál Top 100      | 6  |
| Stany Zjednoczone       | Dance Club Songs             | 31 |
| Stany Zjednoczone       | France Digital Songs         | 6  |
| Stany Zjednoczone       | Hot Dance Club Songs         | 35 |
| Szwajcaria              | Singles Top 75               | 28 |
| Szwecja                 | Singles Top 60               | 2  |
| Węgry                   | Dance Top 40                 | 3  |
| Węgry                   | Single Top 40                | 5  |
| Wielka Brytania         | Dance Singles Top 40         | 8  |
| Wielka Brytania         | Singles Top 100              | 22 |
| Notowania końcoworoczne |                              |    |
| Australia               | Top 50 Dance Singles         | 11 |
| Australia               | Top 100 Singles              | 59 |
| Dania                   | Top 50 Singles               | 22 |
| Polska                  | Dance Top 50                 | 13 |

| Kraj                                        | Certyfikat         |
| ------------------------------------------- | ------------------ |
| Australia (ARIA)                            | 2x platynowa płyta |
| Dania (IFPI Denmark)                        | 2x platynowa płyta |
| Hiszpania (PROMUSICAE)                      | platynowa płyta    |
| Kanada (Music Canada)                       | złota płyta        |
| Polska (ZPAV)                               | złota płyta        |
| Szwecja (Grammofonleverantörernas förening) | 2x platynowa płyta |
| Wielka Brytania (BPI)                       | srebrna płyta      |

## Historia wydania
| Państwo   | Data            | Format           | Wytwórnia                                   | Źródło |
| --------- | --------------- | ---------------- | ------------------------------------------- | ------ |
| Holandia  | 17 marca 2014   | Digital download | Jack Back Records                           | [ 1 ]  |
| Australia | 6 kwietnia 2014 | Digital download | What A Music Parlophone Warner Music France | [ 3 ]  |
| Polska    | 7 kwietnia 2014 | Digital download | Warner Music                                | [ 45 ] |